# رايمان (لعبة فيديو)
رايمان (بالإنجليزية: Rayman)‏ لعبة فيديو بلاي ستيشن تم تطويرها من قبل شركة يوبي سوفت مونبلييه وتم نشرها من قبل شركة يوبي سوفت في 1 سبتمبر 1995 في أمريكا الشمالية.

## روابط خارجية
- رايمان على موقع IMDb (الإنجليزية)

Rayman على موبي غيمز